# Zbrodnia w Szaleniku-Kolonii
Zbrodnia w Szaleniku-Kolonii – zbrodnia dokonana 2 lutego 1944 r. na polskich mieszkańcach wsi Szalenik-Kolonia, położonej w województwie lubelskim, w powiecie tomaszowskim, w gminie Bełżec, przez nacjonalistów ukraińskich z oddziału Ukraińskiej Powstańczej Armii.

## Przebieg
2 lutego 1944 r. na wieś Szalenik-Kolonię koło Bełżca napadła UPA i zamordowała polskich mieszkańców. Wśród zamordowanych byli: Ewa Latawiec (lat 42), Franciszek Latawiec (lat 44), Helena Latawiec (lat 19), Janina Latawiec (lat 7), Anna Raczewska (lat 44), Maria Raczewska (lat 10), Kazimierz Raczewski (lat 3), Bronisław Targosz (lat 18), Józef Targosz (lat 54), Anna Telek (lat 14), Katarzyna Targosz (lat 10), Stefania Targosz (lat 19).